# Jordan Parra
Pour les articles homonymes, voir Parra.
Parra  Arias est un nom espagnol. Le premier nom de famille, en général paternel, est Parra ; le second, en général maternel, souvent omis, est Arias.
Jordan Arley Parra Arias, né le 19 avril 1994 à Bogota, est un coureur cycliste colombien.

## Biographie
En août 2012, Jordan Parra fait partie de la délégation colombienne de six pistards qui voyage jusqu'en Nouvelle-Zélande pour les championnats du monde juniors (moins de 19 ans). Dans la course scratch, vigilant, il suit l'attaque précoce du Kazakh Robert Gaineyev. Accompagné d'Anton Muzychkin, ils prennent un tour au peloton. Dans le dernier tour, Parra ne peut rien pour contrer le Biélorusse, qui s'envole vers le titre, mais, néanmoins, il neutralise les autres prétendants pour s'octroyer la médaille d'argent. Quelques jours plus tard, il devient champion du monde de la course à l'américaine. En duo avec Fernando Gaviria, ils prennent un tour d'avance en compagnie de trois autres paires. Puis en accumulant dix-huit points, lors des différents sprints, ils circonscrivent la course à un duel avec les Belges. Lors du dernier sprint, ces derniers sont devancés par les Australiens et immédiatement suivis par la doublette colombienne qui se parent ainsi d'or. Pour leurs titres de champion du monde Juniors, la fédération cycliste colombienne récompense Gaviria et Parra, en leur offrant un vélo GW Tourmalet, de dernière génération.
Accompagné de son compatriote José Tito Hernández, il intègre l'équipe continentale italienne GM pour la saison 2015. En terminant soixante-huitième de la course en ligne des championnats de Colombie sur route, il est considéré d'après l'UCI comme vice-champion de Colombie sur route espoirs puisque deux des trois autres coureurs espoirs le précédent font partie d'équipes appartenant à l'UCI World Tour. En mai, lors de la quatrième étape du Rhône-Alpes Isère Tour, il se fracture la clavicule gauche. Il espère pouvoir retourner à la compétition en juillet.
Au mois d'octobre 2017, la presse spécialisée annonce la signature de Jordan Parra avec l'équipe Manzana Postobón pour la saison suivante. Au cours de 2017, au sein de la formation EPM, Parra s'est distingué comme un des cyclistes les plus rapides du peloton national colombien, s'imposant dans des arrivées massives lors des Vuelta al Valle, Vuelta a Antioquia ou Clásica de Soacha. Sur la piste, il a remporté deux titres nationaux dans la course scratch et dans la course à l'américaine (avec Edwin Ávila). Représentant leur pays dans cette dernière discipline, ce duo est monté sur le podium des championnats panaméricains.

## Palmarès sur route

### Par année
- 2010
  - 3e du championnat de Colombie du contre-la-montre cadets
- 2015
  - 2e du championnat de Colombie sur route espoirs
- 2016
  - 3e étape de la Vuelta a Cundinamarca
- 2017
  - 4e étape de la Vuelta al Valle del Cauca
- 2018
  - 4e étape de la Vuelta a Cundinamarca
  - 6e étape du Tour du lac Taihu
- 2023
  - Gateway Cup  :
    - Classement général
    - 1re et 4e étapes
- 2025
  - 3e du Tour de Somerville

### Classements mondiaux
| Année                                 | 2015 | 2016 | 2017 | 2018  | 2019  | 2020 | 2021  |
| ------------------------------------- | ---- | ---- | ---- | ----- | ----- | ---- | ----- |
| Classement mondial                    |      | nc   | nc   | 1904e | 1916e | nc   | 2718e |
| UCI Europe Tour                       | 897e | nc   | nc   | nc    |       |      |       |
| UCI Asia Tour                         | nc   | nc   | nc   | 340e  |       |      |       |
| UCI America Tour                      | nc   | nc   | nc   | nc    | 288e  | nc   | 477e  |
|                                       |      |      |      |       |       |      |       |
| Légende : nc = non classéSource : UCI |      |      |      |       |       |      |       |

## Palmarès sur piste

### Championnats du monde
- Londres 2016
  - 6e de la course à l'américaine (avec Fernando Gaviria)[15]
- Saint-Quentin-en-Yvelines 2022
  - 13e de la course à l'élimination[16].
- Ballerup 2024
  - 8e de la course à l'élimination[17].

### Championnats du monde juniors
- Invercargill 2012
  -  Champion du monde de l'américaine juniors (avec Fernando Gaviria)
  -  Médaillé d'argent du scratch juniors

### Coupe des nations
- 2021
  - 1er de la poursuite par équipes à Cali (avec Juan Pablo Zapata, Bryan Gómez et Juan Esteban Arango)
  - 2e de l'américaine à Cali
- 2022
  - 3e de l'américaine à Cali
  - 3e de la poursuite par équipes à Cali

### Championnats panaméricains
- Mexico 2013
  -  Médaillé d'argent de la poursuite par équipes (avec Jhonathan Restrepo, Fernando Gaviria et Sebastián Molano).
- Aguascalientes 2014
  -  Médaillé d'argent de la course à l'américaine (avec Jhonathan Restrepo).
- Santiago 2015
  -  Médaillé d'or de la poursuite par équipes (avec Juan Esteban Arango, Arles Castro et Jhonatan Restrepo).
  - Huitième de la course scratch[18].
- Aguascalientes 2016
  -  Médaillé d'argent de la course à l'américaine (avec Eduardo Estrada).
  - 15e de la course aux points[19].
- Couva 2017
  -  Médaillé de bronze de la course à l'américaine (avec Edwin Ávila).
- Lima 2021
  -  Médaillé d'or de la poursuite par équipes.
  -  Médaillé d'or de la course à l'élimination.
- Lima 2022
  -  Médaillé d'argent de la poursuite par équipes.
  -  Médaillé d'argent de la course à l'américaine.
  -  Médaillé d'argent de la course à l'élimination.
  -  Médaillé de bronze de la course aux points.
- Los Angeles 2024
  -  Médaillé d'argent de la poursuite par équipes.
  -  Médaillé d'argent de l'élimination.
  -  Médaillé de bronze de l'américaine.
  - Huitième de la course scratch[20].
- Asuncion 2025
  -  Médaillé d'argent de l'américaine (avec Juan Esteban Arango).
  -  Médaillé d'argent de l'élimination.
  -  Médaillé de bronze de la poursuite par équipes (avec Juan Esteban Arango, Brayan Sánchez, Nelson Soto et Anderson Arboleda).

### Jeux panaméricains
- Lima 2019
  -  Médaillé d'argent de la poursuite par équipes
- Santiago 2023
  -  Médaillé d'argent de la poursuite par équipes
  -  Médaillé d'argent de l'américaine

### Jeux d'Amérique centrale et des Caraïbes
- Veracruz 2014
  -  Médaillé d'or de la poursuite par équipes (avec Weimar Roldán, Juan Esteban Arango et Eduardo Estrada)
  -  Médaillé de bronze du scratch

### Jeux bolivariens
- Valledupar 2022
  -  Médaillé d'or de la poursuite par équipes
  -  Médaillé d'or de la course à l'américaine

### Championnats nationaux
- Medellín 2013
  -  Médaillé d'or de la course à l'américaine (avec Camilo Suárez)[21].
  -  Médaillé d'or de la course scratch[22].
  -  Médaillé de bronze de la poursuite par équipes (avec Camilo Suárez, Juan David Vargas et Félix Barón)[23].
- Medellín 2014
  -  Médaillé d'argent de la poursuite par équipes (avec Pedro Nelson Torres, Camilo Suárez et Carlos Urán)[24].
  -  Médaillé de bronze de la course à l'américaine (avec Pedro Nelson Torres)[25].
- Medellín 2016
  -  Médaillé d'or de la course à l'américaine (avec Edwin Ávila)[26].
  -  Médaillé de bronze de la course scratch[27].
- Cali 2017
  -  Médaillé d'or de la course scratch[12].
  -  Médaillé d'or de la course à l'américaine (avec Edwin Ávila)[13].
  -  Médaillé d'argent de la poursuite par équipes (avec Edwin Ávila, Carlos Urán et Wilmar Molina)[28].
- Cali 2018
  -  Médaillé d'argent de la course à l'américaine (avec Edwin Ávila)[29].
  -  Médaillé de bronze de la poursuite par équipes (avec Carlos Urán, Juan Esteban Guerrero et Wilmar Molina)[30].
  -  Médaillé de bronze de la course scratch[31].
  -  Médaillé de bronze de l'omnium[32].
- Juegos Nacionales Cali 2019
  -  Médaillé d'argent de la poursuite par équipes des XXI Juegos Deportivos Nacionales (avec Edwin Ávila, Carlos Urán et Wilmar Molina)[33].
  -  Médaillé d'argent de la course à l'américaine des XXI Juegos Deportivos Nacionales (avec Edwin Ávila)[34].
  -  Médaillé de bronze de la course scratch des XXI Juegos Deportivos Nacionales[35].
- Cali 2021
  -  Médaillé d'or de la course à l'américaine (avec Brandon Rojas)[36].
  -  Médaillé d'argent de la poursuite par équipes (avec Brandon Rojas, Camilo Antonio Torres et Wilmar Molina)[37].
  -  Médaillé d'argent de la course scratch[38].
- Cali 2022
  -  Médaillé de bronze de la course scratch[39].
- Juegos Nacionales Eje Cafetero 2023
  -  Médaillé d'argent de la course scratch des XXII Juegos Deportivos Nacionales[40].
- Medellín 2024
  -  Médaillé d'argent de la course à l'américaine (avec Brandon Rojas)[41].
  -  Médaillé de bronze de la poursuite par équipes (avec Brandon Rojas, Javier Jamaica, Juan Sebastián Dueñas et Freddy Ávila)[42].